# Louis Schittly

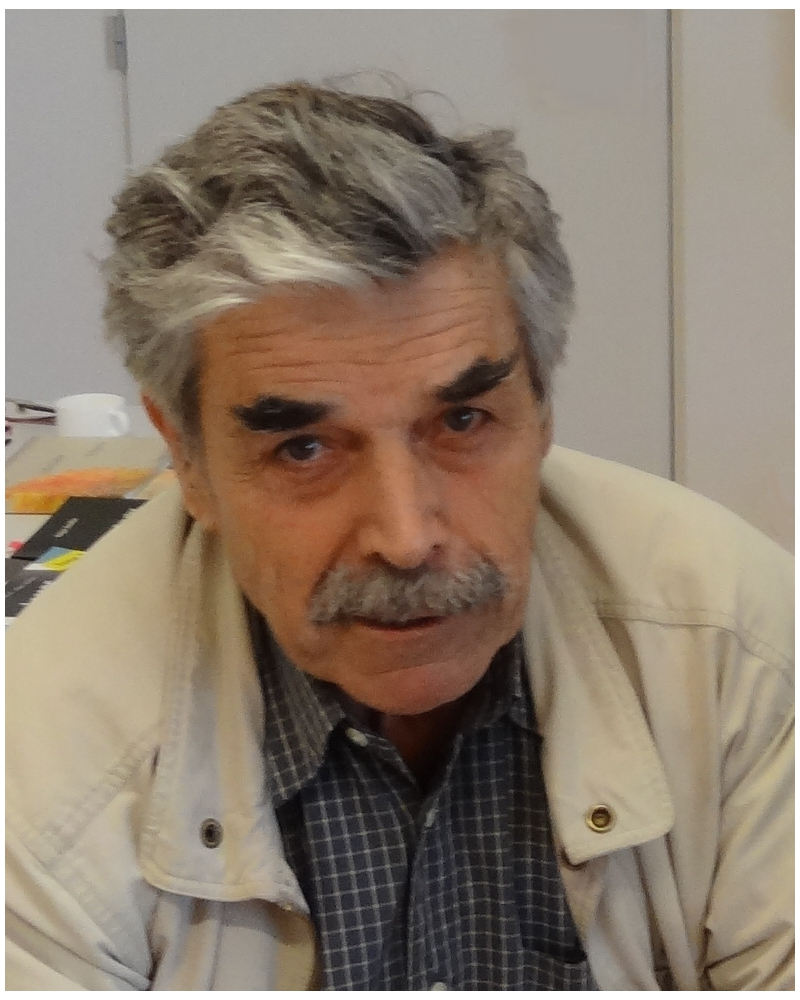
Louis Schittly (2018)

Louis Henri Marie Schittly (* 7. August 1938 in Altkirch, Département Haut-Rhin; † 1. Januar 2025 in Mülhausen, Département Haut-Rhin) war ein französischer Arzt aus dem elsässischen Sundgau. Er war Mitbegründer von Médecins Sans Frontières (MSF, Ärzte ohne Grenzen).

## Leben
Louis Schittly wuchs auf dem elterlichen Bauernhof in Bernwiller auf. 1969 ging er als junger Arzt im Auftrag des Roten Kreuzes nach Biafra. Die dortigen Kriegsgräuel bewogen ihn zusammen mit Bernard Kouchner und anderen zur Gründung von Médecins Sans Frontières 1971. Unter der Leitung des Malteser-Ordens reiste er sodann zu einem medizinischen Einsatz nach Vietnam, wo er Zeuge der enormen „Kollateralschäden“ der amerikanischen Kriegführung wurde. Die Kampfhandlungen im Zusammenhang mit dem sowjetischen Einmarsch in Afghanistan 1980 veranlassten ihn, sich vor Ort für die medizinische Versorgung der afghanischen Landbevölkerung einzusetzen. Danach praktizierte er bis 1996 als Arzt in seiner Heimatregion. Zusammen mit Bernard Kouchner ging er 1996 in den Südsudan und wurde für das Busch-Krankenhaus in Boma ärztlicher Verantwortlicher, speziell für die örtliche Organisation und die Rekrutierung emigrierter Fachkräfte zuständig. Schittly lebte mit seiner Familie in Bernwiller.
Louis Schittly starb am 1. Januar 2025 in Mülhausen im Alter von 86 Jahren.

## Werke
- L’homme qui voulait voir la guerre de près. Médecin au Biafra, Vietnam, Afghanistan, Sud-Soudan. Paris: Arthaud, 2011, ISBN 978-2-08-125841-9
- Fyirr et Nadala. Conte bilingue [Französisch/Elsässisch]. Mulhouse: Editions du Rhin, 1996, ISBN 2-86339-115-1
- Dr Näsdla ou Un automne sans colchiques. Roman à lire à voix haute. Editions Hortus Sundgauviae, 1976, ISBN 2-86339-011-2, Neuausgabe: Strasbourg: Editions La Nuée Bleue/DNA, 2013, ISBN 978-2-7165-0810-0; deutsche Übersetzung: Näsdla oder Ein Herbst ohne Herbstzeitlosen. Roman, mit lauter Stimme zu lesen. Hamburg: tredition, 2019, ISBN 978-3-7482-1790-9
- La raison lunatique [mit René Ehni]. Presses d’Aujourd’hui, 1978
- René Ehni, Louis Schittly: Die Hochzeit der Gudrun. 1. Auflage. Dianus-Trikont-Verlag, München 1981, ISBN 3-88167-052-1 (Originaltitel: Le mariage de Gudrun.).